# Georges Gauby
Georges Gauby   (Perpinyà, 27 de juny de 1933 - Calce, 19 d'abril de 2025) va ser un jugador de rugbi a 15 nord-català, que va jugar a la selecció francesa i a la Unió Esportiva Arlequins de Perpinyà en el lloc de mig de melé (1,73 m per 78 kg).

## Carrera de jugador

### En club
- fins 1956: Unió Esportiva Arlequins de Perpinyà,
- a partir de 1956: Castres Olympique.

### En equip nacional
Va disputar un partit amistós el 16 de desembre de 1956 contra la selecció de Txecoslovàquia.

## Palmarès
- Campió de França en 1955[5]
- Guanyador del Challenge Yves du Manoir en 1955
- Finalista du Challenge Yves du Manoir en 1956